# Edin Mujčin
Edin Mujčin (sinh ngày 14 tháng 1 năm 1970) là một cầu thủ bóng đá người Bosna và Hercegovina.

## Đội tuyển bóng đá quốc gia Bosna và Hercegovina
Edin Mujčin thi đấu cho đội tuyển bóng đá quốc gia Bosna và Hercegovina từ năm 1997 đến 2002.

## Thống kê sự nghiệp
| Đội tuyển bóng đá Bosna và Hercegovina | Đội tuyển bóng đá Bosna và Hercegovina | Đội tuyển bóng đá Bosna và Hercegovina |
| Năm                                    | Trận                                   | Bàn                                    |
| -------------------------------------- | -------------------------------------- | -------------------------------------- |
| 1997                                   | 4                                      | 1                                      |
| 1998                                   | 5                                      | 0                                      |
| 1999                                   | 6                                      | 0                                      |
| 2000                                   | 3                                      | 0                                      |
| 2001                                   | 4                                      | 0                                      |
| 2002                                   | 2                                      | 0                                      |
| Tổng cộng                              | 24                                     | 1                                      |

### Bàn thắng quốc tế
| #  | Ngày                | Địa điểm                                            | Đối thủ  | Bàn thắng | Kết quả | Giải đấu                 |
| -- | ------------------- | --------------------------------------------------- | -------- | --------- | ------- | ------------------------ |
| 1. | 20 tháng 8 năm 1997 | Sân vận động Koševo, Sarajevo, Bosna và Hercegovina | Đan Mạch | 1–0       | 3–0     | Vòng loại World Cup 1998 |